# 新宿文化クイントビル

正面玄関前、地球儀のオブジェ

新宿文化クイントビル（しんじゅくぶんかクイントビル）は、東京都渋谷区代々木の甲州街道沿いにある超高層ビル。「クイント」とは「5」を意味しており、施主が文化学園を主体とした5事業者であったため名付けられたもの。住友不動産が運営している。通称はクイントビル。
文化服装学院の隣に位置し、正面玄関には銅色の地球儀のオブジェがある。上層の外壁には、ビルの主要テナントであるファイザーのロゴマークが掲げられていたが、2022年夏に取り外された。

## 概要
- 所在地 渋谷区代々木3-22-7
- 高さ 111.6m
- 敷地面積 34,818m2（10,532坪）
- 延床面積 87,911m2（26,593坪）
- 貸室面積 54,238m2（16,407坪）
- 基準階貸室面積 2,493m2（754坪）

地図 

## アクセス方法など
- 新宿駅（新都心出口6）より徒歩4分（京王新線・新宿線・大江戸線）
- 新宿駅（南口）より徒歩9分（JR山手線・埼京線・湘南新宿ライン・中央線・総武線・小田急線・京王線）
- 都庁前駅（A2出口）より徒歩7分（大江戸線）

## 主なテナント・スポットなど
- ファイザー日本法人本社
- KDDI
- KDDIエンジニアリング
- KDDIまとめてオフィス
- 文化学園服飾博物館

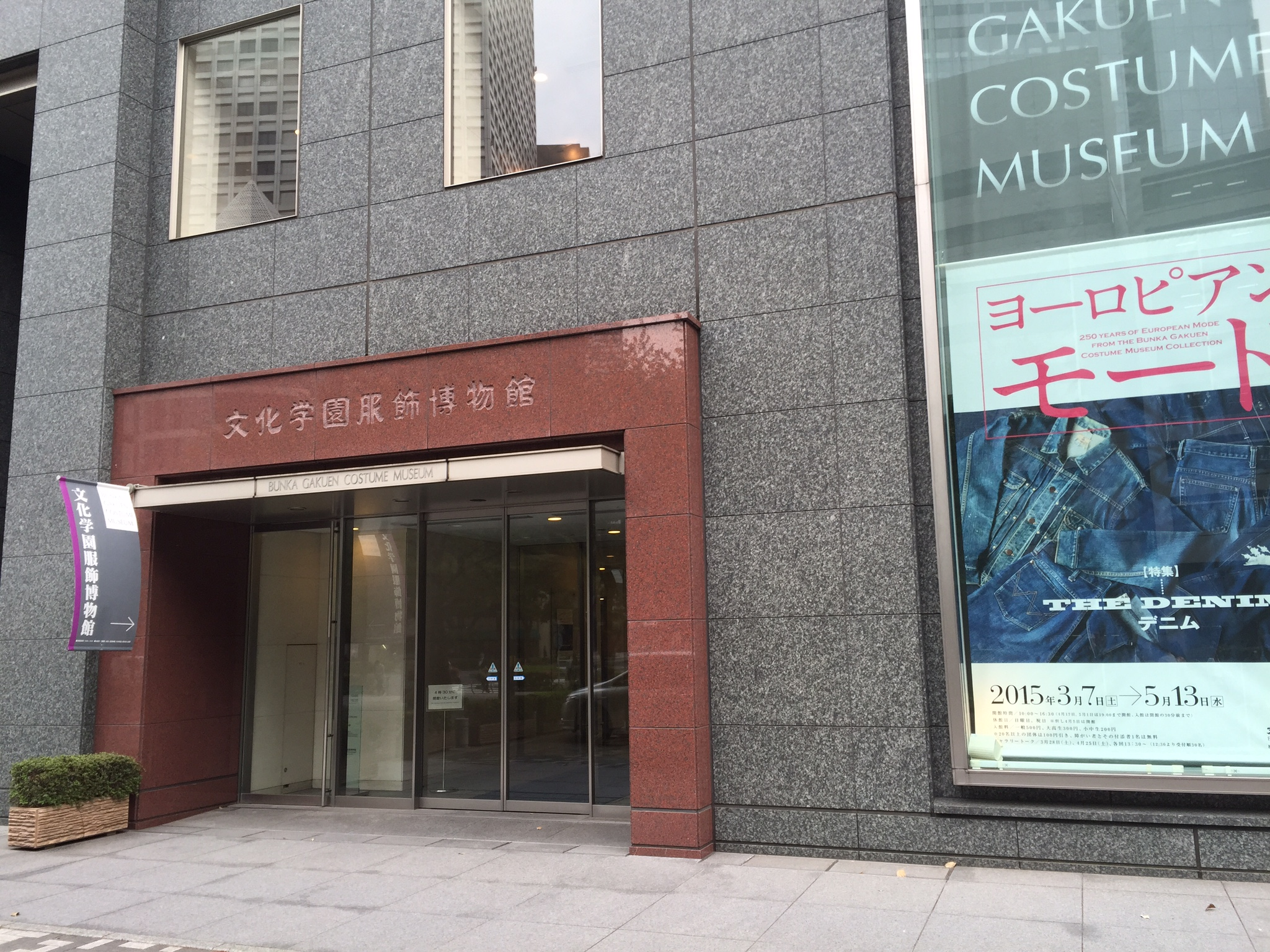
文化学園服飾博物館

- PIZZA SALVATORE CUOMO
- いいだ歯科クリニック
- コメダ珈琲店

など多数
2003年7月から2012年9月まではスクウェア・エニックスが入居していたが、2012年9月に東新宿駅近くの新宿イーストサイドに移転した。